# Death by Sexy...
Albums de Eagles of Death Metal
Peace, Love, Death Metal
(2004) Heart On
(2008)
Singles
1. Want You So Hard (Boy's Bad News)
Sortie : 2006
2. I Got a Feelin (Just Nineteen)
Sortie : 2006

Death by Sexy..., sorti en 2006, est le deuxième album du groupe de rock alternatif californien Eagles of Death Metal.

## Description
Tous les titres de l'album ont été composés par Jesse Hughes et Josh Homme.
Premier album sous une formule à deux musiciens.
En support de la tournée 2007 du groupe l'album est ressorti avec quatre titres supplémentaires dont trois reprises.

## Musiciens
- Jesse Hughes : voix, guitare
- Josh Homme : batterie, basse, guitare, voix

## Liste des titres
1. I Want You So Hard (Boy's Bad News) – 2 min 21 s
2. I Got a Feelin (Just Nineteen) – 3 min 30 s
3. Cherry Cola – 3 min 17 s
4. I Like to Move in the Night – 3 min 59 s
5. Solid Gold – 4 min 20 s
6. Don't Speak (I Came to Make a Bang!) – 2 min 47 s
7. Keep Your Head Up – 2 min 27 s
8. The Ballad of Queen Bee and Baby Duck – 1 min 59 s
9. Poor Doggie – 3 min 16 s
10. Chase the Devil – 3 min 02 s
11. Eagles Goth – 1 min 59 s
12. Shasta Beast – 2 min 26 s
13. Bag O' Miracles – 2 min 19 s
14. Bonus Track For Europe - 0 min 05 s*
15. Nasty Notion - 3 min 11 s*

(*) Titres bonus sur la version européenne

### Pistes supplémentaires de la réédition de 2007
1. Nasty Notion - 3 min 11 s
2. Beat on the Brat - 3 min 21 s
3. Addicted to Love - 4 min 03 s
4. High Voltage - 5 min 25 s

## Informations sur le contenu de l'album
- I Want You So Hard (Boy's Bad News), I Gotta Feelin (Just Nineteen) et Cherry Cola sont également sortis en singles.
- Joey Castillo : batterie ou percussions sur I Want You So Hard (Boy's Bad News), Shasta Beast, Chase the Devil et Solid Gold.
- David Catching : guitare sur I Like to Move in the Night et Don't Speak.
- Troy Van Leeuwen : piano sur I Like to Move in the Night.
- Brian O'Connor : basse sur I Gotta Feelin (Just Nineteen), I Like to Move in the Night, Don't Speak et Eagle Goth.

- Beat on the Brat est une reprise des Ramones (1976).
- Addicted to Love est une reprise de Robert Palmer (1986).
- High Voltage est une reprise d'AC/DC (1975). Cette version comporte également des éléments du morceau It's a Long Way to the Top (If You Wanna Rock 'n' Roll)  d'AC/DC également.

## Charts
| Pays                            | Durée du classement | Meilleur classement |
| ------------------------------- | ------------------- | ------------------- |
| Allemagne                       | 2 semaines          | 60e                 |
| Belgique (V)                    | 1 semaine           | 98e                 |
| États-Unis (Billboard 200)      | 2 semaines          | 113e                |
| États-Unis (Heatseekers Albums) | 6 semaines          | 1er                 |
| États-Unis (Independent albums) | 8 semaines          | 11e                 |
| France                          | 2 semaines          | 169e                |